# Иаков (Клеомвротос)
Митрополи́т Иа́ков (греч. Μητροπολίτης Ιάκωβος, в миру Эва́нгелос Клеомвро́тос, греч. Ευάγγελος Κλεόμβροτος; 1907, Кидониес, Османская империя — 16 июня 1987, Митилини) — епископ Элладской православной церкви, митрополит Митилинский (1958—1987).

## Биография
Ещё будучи мирянином, служил секретарём и проповедником Митилинской митрополии. Поступил в Монастырь Лимонос. В 1930 году окончил богословский институт Афинского университета. 14 октября 1937 года в монастыре Лимонос был рукоположен в сан диакона митрополитом Австралийский Тимофеем (Евангелинидисом). 24 октября 1937 года в кафедральнм храме Святого Афанасия был рукоположен в сан священника митрополитом Митилинским Иаковом (Николау-Гингилас) с возведением в достоинство протосинкелла Митилинской митрополии.
11 ноября 1945 года был хиротонисан во митрополита Сисанийского и Сиатистского.
25 июня 1958 года назначен митрополитом Митилинским.
Скончался 16 июня 1987 года в Митилини. Погребён в монастыре святого Рафаила.